# Holocola parthenia
Holocola parthenia är en fjärilsart som beskrevs av Edward Meyrick 1888d. Holocola parthenia ingår i släktet Holocola och familjen vecklare. Inga underarter finns listade i Catalogue of Life.